# Heliophanus activus
Heliophanus activus är en spindelart som först beskrevs av John Blackwall 1877.  Heliophanus activus ingår i släktet Heliophanus och familjen hoppspindlar. Inga underarter finns listade i Catalogue of Life.